# تومور نوراندوکرین لوزالمعده

بروز نسبی نئوپلاسم‌های گوناگون لوزالمعده.

تومور نوراندوکرین لوزالمعده (انگلیسی: Pancreatic neuroendocrine tumor) که با نام «تومورهای سلول‌های جزیره‌ای» یا «تومور سلول‌های درون‌ریز لوزالمعده» هم شناخته می‌شود و به اختصار «PanNET» نوشته می‌شود، نئوپلاسم سلول‌های دستگاه درون‌ریز (هورمونی-عصبی) لوزالمعده هستند. تومورهای نوراندوکرین لوزالمعده یک سوم موارد کل تومورهای دستگاه گوارش را شامل می‌شود و بسیاری از آنها خوش‌خیم هستند، اما برخی نیز بدخیم هستند. بدخیم‌ها را معمولاً «کارسینوم سلول‌های جزیره‌ای» می‌نامند.
تومورهای نوراندوکرین لوزالمعده کاملاً از گونهٔ معمولی سرطان لوزالمعده (که بیشتر از نوع آدنوکارسینوم هستند) متمایزند. تنها ۱ یا ۲ درصد از نئوپلاسم‌های بالینی مهم لوزالمعده از نوعِ تومور نوراندوکرین لوزالمعده هستند.

## انواع
| گونه             | میزان بروز نسبی | مکانِ معمولِ تومور                                     | زیست‌نشانگرها                  | علائم                                                           |
| ---------------- | --------------- | ---------------------------------------------------- | ----------------------------- | --------------------------------------------------------------- |
| انسولینما        | ۳۵–۴۰٪          | سر، تنه و دم لوزالمعده                               | انسولین، پروانسولین، سی-پپتید | هیپوگلیسمی                                                      |
| گاسترینوما       | ۱۶–۳۰٪          | مثلث پاسارو                                          | گاسترین، پلی‌پپتید پانکراسی    | - درد شکمی - زخم گوارشی مقاوم به درمان - اسهال ترشحی            |
| ویپوما           | کمتر از ۱۰٪     | لوزالمعده دیستال (تنه و دُم)                          | پپتید وازواکتیو روده‌ای        | - اسهال آبکی بسیار شدید - کم‌آبی بدن - کاهش پتاسیم - آکلروهیدریا |
| سوماتواستاتینوما | کمتر از ۵٪      | شیار لوزالمعده-دوازدهه، آمپول لوزالمعده، اطراف آمپول | سوماتواستاتین                 | - دیابت - سنگ کیسه صفرا - اسهال چرب - کم‌خونی - کاهش وزن         |
| پیپوما           |                 | سر لوزالمعده                                         | پلی‌پپتید پانکراسی             |                                                                 |
| گلوکاگونوما      | ۱٪              | تنه و دم لوزالمعده                                   | گلوکاگون، گلایسنتین           | - اریتم مهاجر زخمی‌شونده - دیابت - اسهال - ترومبوز سیاهرگی عمقی  |